# Porphyrinia obscura
Porphyrinia obscura är en fjärilsart som beskrevs av Kruger 1939. Porphyrinia obscura ingår i släktet Porphyrinia och familjen nattflyn. Inga underarter finns listade i Catalogue of Life.